# Ноябрь (фильм, 2004)
«Ноябрь» (англ. November) — психологический триллер 2004 года режиссёра Грега Харрисона. В главных ролях снялись Кортни Кокс, Джеймс Легро и Нора Данн.

## Сюжет
Вечером 7 ноября фотограф Софи (Кортни Кокс) и её приятель адвокат Хью (Джеймс Легро) пошли на ужин в китайский ресторан. По дороге домой Хью заходит в магазин за сладким для Софи. В ходе перестрелки в магазине он погибает. Софи впадает в глубокую депрессию и не в состоянии стереть голос погибшего с автоответчика. Она консультируется со своим психиатром доктором Фейном (Нора Данн) о постоянных головных болях, от которых она страдает со дня его смерти. Софи говорит, что боли начали беспокоить её перед инцидентом в мини-маркете, и что у неё был роман с коллегой Джесси (Майкл Или).
Во время просмотра проекта студентов колледжа, где она преподаёт, Софи видит фотографию того магазина от 7 ноября. Она связывается со следователем Робертсоном (Ник Офферман), которого озадачило пребывание данного слайда в проекте. Головные боли продолжают мучить Софи, и она начинает слышать странные шумы в своём доме и таинственные голоса в телефоне. Позже Робертсон обнаружил, что за фотографию заплатили с кредитной карты Софи.
Поэтому Софи должна сама выяснить, что реально, прежде чем потерять контроль над своим рассудком и жизнью.

## В ролях
| Актёр        | Роль          |
| ------------ | ------------- |
| Кортни Кокс  | Софи Джейкобс |
| Джеймс Легро | Хью           |
| Нора Данн    | доктор Фейн   |
| Майкл Или    | Джесси        |
| Энн Арчер    | мама Софи     |
| Ник Офферман | Робертсон     |

## Производство
Съёмки начались 19 мая 2003 года и проходили в дни, когда Кокс была свободна от работы в сериале «Друзья». Для неё были изготовлены очки в толстых оправах и Гаррисон заставлял её ходить в одежде героини, чтобы почувствовать себя другим человеком. Фильм был снят на камеру Panasonic AG-DVX100 с балансом белого цвета и контролем цветовой температуры. Оператор Нэнси Шрайбер использовала её с цветным гелем и натриевой газоразрядной лампой, которые заставили изображение казаться зелёным. При бюджете в $150000 съёмки картины длились 15 дней.